# Puțintei
Puțintei è un comune della Moldavia situato nel distretto di Orhei di 2.758 abitanti al censimento del 2004

## Località
Il comune è formato dall'insieme delle seguenti località (popolazione 2004):
- Puțintei (1.011 abitanti)
- Dișcova (1.002 abitanti)
- Vîprova (745 abitanti)